# Liste des longs métrages égyptiens proposés à l'Oscar du meilleur film international

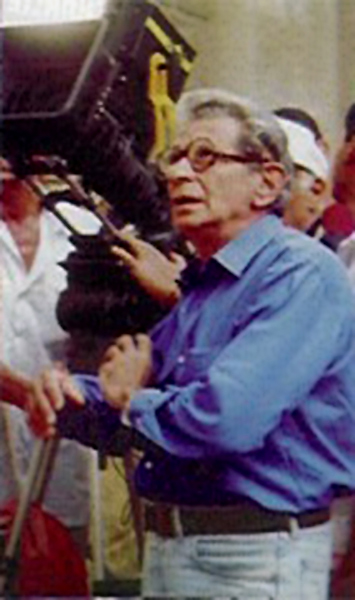
Un profil de Youssef Chahine, le réalisateur égyptien, 1982.

Cet article présente la liste des longs métrages égyptiens proposés à l'Oscar du meilleur film international depuis 1958, lors de la 30e cérémonie des Oscars. L'Égypte n'a jamais remporté l'Oscar du meilleur film international et n'a même jamais été nommé dans cette catégorie.
L'Academy of Motion Picture Arts and Sciences (AMPAS) qui remet les Oscars du cinéma invite depuis 1957 les industries cinématographiques de tous les pays du monde à proposer le meilleur film de l'année pour concourir à l'Oscar du meilleur film en langue étrangère (autre que l'anglais). Le comité du prix supervise le processus et valide les films soumis. Par la suite, un vote à bulletin secret détermine les cinq nommés dans la catégorie, avant que le film lauréat ne soit élu par l'ensemble des membres de l'AMPAS, et que l'Oscar ne soit décerné lors de la cérémonie annuelle.

## Films proposés
Les soumissions entre 1958 et 1960 ont été présentées sous le nom de République arabe unie, qui était le nom officiel de l’Égypte à l’époque. Tous les films sont en langue arabe.
| Année      | Titre français                  | Titre original      | Réalisateur(s)              | Résultat   |
| ---------- | ------------------------------- | ------------------- | --------------------------- | ---------- |
| 1959 (31e) | Gare centrale                   | باب الحديد          | Youssef Chahine             | Non nommé  |
| 1960 (32e) | L'Appel du courlis              | دعاء الكروان        | Henri Barakat               | Non nommé  |
| 1961 (33e) | Les Teenagers (ar)              | المراهقات           | Ahmed Diaa-Eddine (ar)      | Non nommé  |
| 1962 (34e) | L'Épée de l'Islam               | وا إسلاماه          | Enrico Bomba, Andrew Marton | Non nommé  |
| 1963 (35e) | Le Voleur et les Chiens (ar)    | اللص والكلاب        | Kamal Al-Cheikh             | Non nommé  |
| 1965 (37e) | La Mère de la mariée            | أم العروسة          | Atef Salem                  | Non nommé  |
| 1966 (38e) | L'Impossible (ar)               | المستحيل            | Hussein Kamal (ar)          | Non nommé  |
| 1967 (39e) | Le Caire 30 (ar)                | القاهرة 30          | Salah Abou Seif             | Non nommé  |
| 1971 (43e) | La Momie                        | المومياء            | Châdi Abdessalam            | Non nommé  |
| 1972 (44e) | Une femme et un homme (ar)      | امرأة و رجل         | Houssam-Eddine Mostafa (ar) | Non nommé  |
| 1973 (45e) | Ma femme et le chien (ar)       | زوجتي و الكلب       | Saïd Marzouk (ar)           | Non nommé  |
| 1974 (46e) | L'Empire M (ar)                 | إمبراطورية ميم      | Hussein Kamal (ar)          | Non nommé  |
| 1976 (48e) | Je demande une solution         | أريد حلاً            | Saïd Marzouk (ar)           | Non nommé  |
| 1977 (49e) | Sur qui tirons-nous ? (ar)      | على من نطلق الرصاص  | Kamal Al-Cheikh             | Non nommé  |
| 1980 (52e) | Alexandrie pourquoi ?           | إسكندرية... ليه؟    | Youssef Chahine             | Non nommé  |
| 1982 (54e) | Les Gens de la haute (ar)       | أهل القمة           | Ali Badrakhan (ar)          | Non nommé  |
| 1991 (63e) | Alexandrie encore et toujours   | اسكندرية كمان وكمان | Youssef Chahine             | Non nommé  |
| 1995 (67e) | Terre des rêves (ar)            | أرض الاحلام         | Daoud Abdel Sayed           | Non nommé  |
| 1998 (70e) | Le Destin                       | المصير              | Youssef Chahine             | Non nommé  |
| 2003 (75e) | Secrets de filles (ar)          | أسرار البنات        | Magdi-Ahmed Ali (ar)        | Non nommé  |
| 2004 (76e) | Nuits blanches (ar)             | سهر الليالى         | Hani Khalifa                | Non nommé  |
| 2005 (77e) | J'aime le cinéma (ar)           | بحب السيما          | Oussama Fawzi (ar)          | Non nommé  |
| 2007 (79e) | L'Immeuble Yacoubian            | عمارة يعقوبيان      | Marwan Hamed                | Non nommé  |
| 2008 (80e) | L'Appartement d'Héliopolis (ar) | في شقة مصر الجديدة  | Mohamed Khan                | Non nommé  |
| 2009 (81e) | El gezirah (ar)                 | الجزيرة             | Sherif Arafa                | Non nommé  |
| 2011 (83e) | Messages de la mer (ar)         | رسائل بحر           | Daoud Abdel Sayed           | Non nommé  |
| 2012 (84e) | L'Envie                         | الشوق               | Khaled El Hagar (ar)        | Non nommé  |
| 2014 (86e) | L'Hiver du mécontentement       | الشتا إللى فات      | Ibrahim El Batout (ar)      | Non nommé  |
| 2015 (87e) | Hiyam, la fille de l'usine      | فتاة المصنع         | Mohamed Khan                | Non nommé  |
| 2017 (89e) | Clash                           | اشتباك              | Mohamed Diab                | Non nommé  |
| 2018 (90e) | Sheikh Jackson                  | شيخ جاكسون          | Amr Salama (ar)             | Non nommé  |
| 2019 (91e) | Yomeddine                       | يوم الدين           | Abu Bakr Shawky             | Non nommé  |
| 2020 (92e) | Poisonous Roses (ar)            | ورد مسموم           | Fawzy Saleh (ar)            | Non nommé  |
| 2021 (93e) | When We're Born (ar)            | لما بنتولد          | Tamer Ezzar                 | Non nommé  |
| 2022 (94e) | Souad (ar)                      | سعاد                | Ayten Amin                  | Non nommé  |
| 2024 (96e) | Voy! Voy! Voy!                  | !فوي! فوي! فوي      | Omar Hilal                  | Non nommé  |
| 2025 (97e) | Rehla 404                       | فيلم رحلة 404       | Hany Khalifa (ar)           | En attente |